# 永田鉄山
永田 鉄山（ながた てつざん、1884年〈明治17年〉1月14日 - 1935年〈昭和10年〉8月12日）は、日本の陸軍軍人。統制派の中心人物。
陸軍中央幼年学校次席卒業、陸軍士官学校首席卒業、陸軍大学校次席卒業を経て参謀本部第2部長、歩兵第1旅団長などを歴任した。
軍政家として本流を歩み「将来の陸軍大臣」「陸軍に永田あり」「永田の前に永田なく、永田の後に永田なし」と評される秀才だった。陸軍刷新（長州閥支配打破など）を進めた。
陸軍省軍務局長（階級は陸軍少将）時に、陸軍内部の統制派と皇道派の抗争に関連して相沢三郎陸軍中佐に執務室で殺害された（相沢事件）。

## 略歴・人物

### 前半生
長野県諏訪郡上諏訪町本町（現・諏訪市）出身。郡立高島病院長の永田志解理の四男として生まれた。永田家は代々高島藩の藩医を務めてきた家で、鉄山は裕福な家庭で育った。諏訪出身で岩波書店の創立者である岩波茂雄とは生涯にわたって交友があった。
1890年（明治23年）に高島尋常小学校・諏訪高等小学校（現・諏訪市立高島小学校）入学。「お天気博士」の愛称で知られる中央気象台長の藤原咲平と同級だった。
永田が11歳であった1895年（明治28年）8月26日に父の志解理が死去した。同年10月に東京市牛込区愛日尋常高等小学校に転校。1898年（明治31年）9月に東京陸軍地方幼年学校に入校した。
1903年（明治36年）5月に士官候補生となり兵科は歩兵に指定され、歩兵第3連隊附となる。
1904年（明治37年）10月24日に陸軍士官学校（16期）を首席卒業し、同年11月1日に陸軍歩兵少尉に任官。陸士同期の岡村寧次、小畑敏四郎共に陸士第十六期三羽烏の一人と評されることになった。
1908年（明治41年）に陸軍大学校（23期）入校。
1910年（明治43年）11月に陸大23期を2位／52名（首席は梅津美治郎〈のちに陸軍大将〉）で卒業し、恩賜の軍刀を授与される。陸大23期の同期には、梅津、蓮沼蕃、前田利為、猪狩亮介、入江仁六郎、小川恒三郎、小畑敏四郎らがいる。

### バーデン・バーデンの密約
その後、1920年（大正9年）に駐スイス公使館付駐在武官となった。1921年（大正10年）に永田とロシア公使館付武官（ドイツにおいて待機）の小畑敏四郎少佐と欧州出張中の岡村寧次少佐の陸士16期の三者は、同年10月27日にドイツのバーデン・バーデンで会合をおこない、翌日にはここに東條英機も合流した。会合においては、陸軍における長州閥支配（山縣有朋など）の打破、人事刷新、軍制改革、総動員体制の構築を目指すことが合意された。極東国際軍事裁判では検察側が軍部独裁に繋がる端緒であるとして取り上げている。
岡村は、「大正十年十月二十七日、ドイツのバーデンバーデンにおいて、永田鉄山、小畑敏四郎と私の三人が、陸軍革新の血盟を結んだという一件は正に事実である。まだ血の気の多かった私共は、欧州の軍事現状を視察し、母国を顧みて、陸軍が国民と離れているのを嘆き、陸軍を「国民と共に」の方向に転進させなければならないと痛感したのであった。」と述べている。当時の陸軍は山梨半造陸相、上原勇作参謀総長以下薩長閥が支配していた。永田（信濃）、岡村（幕臣）、小畑（土佐）は何れも陸士、陸大の優等生であるが藩閥に属しておらず、従来の薩長閥中心の人事では出世は望めなかった。このような現状を打破すること、さらに第一次世界大戦の欧州における総力戦体制の構築を日本においても行うことを目的としていた。これに賛同する中堅将校の勉強会として一夕会が結成された。

### 総力戦体制構築の推進
かねてからの「国家総動員に関する意見」などが認められて1926年（大正15年）に條国家総動員機関設置準備委員会幹事となり、内閣の資源局、陸軍省の動員課と統制課の設置に導き、初代動員課長となる。
1928年（昭和3年）には動員課長を辞任し、後任は東條英機となった。
麻布の歩兵第3連隊長を務めた後、1930年（昭和5年）に南次郎陸軍大臣の下で陸軍省軍事課長となる。
1932年（昭和7年）に陸軍少将に昇進。

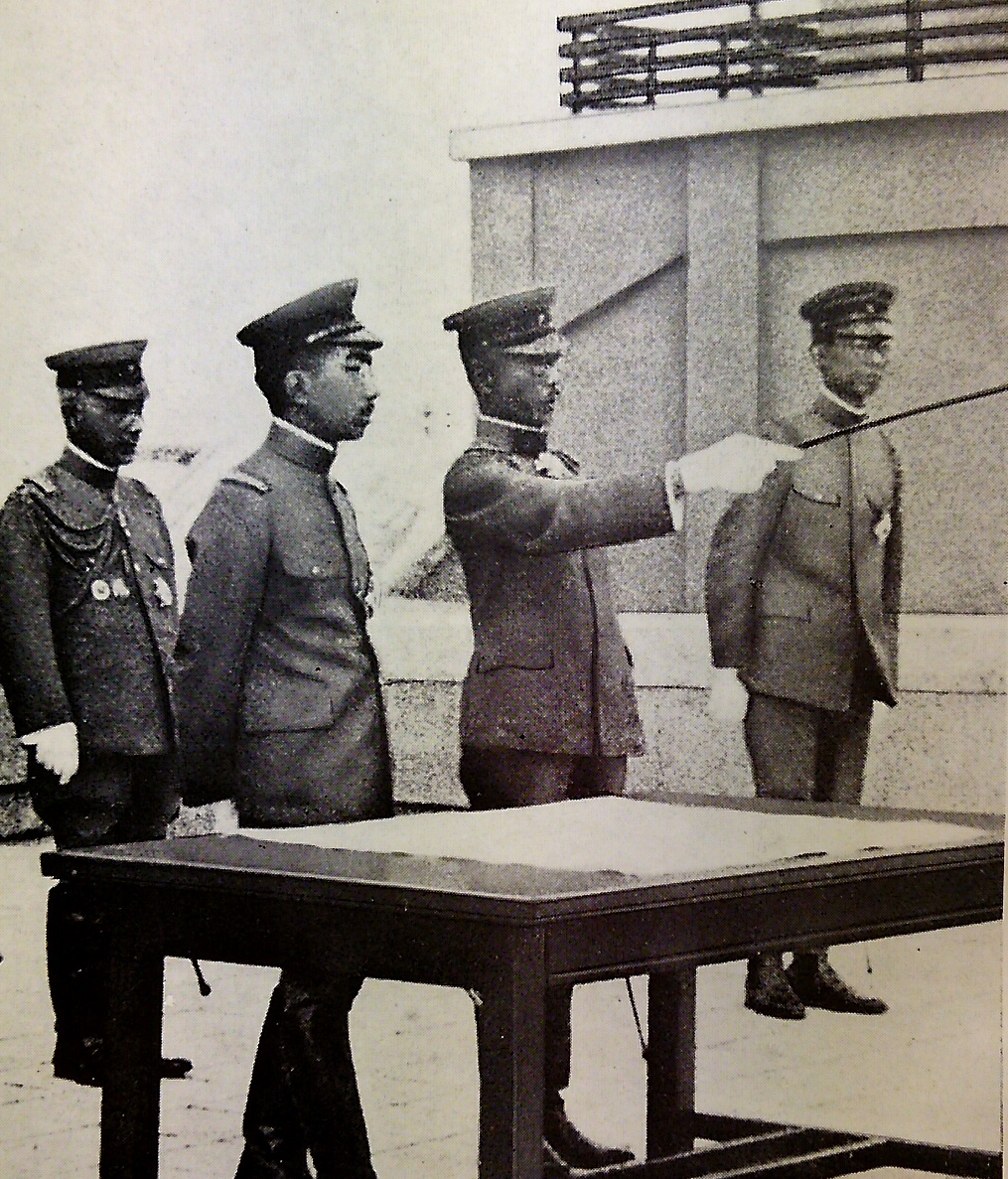
昭和4年（1929年）水戸付近における陸軍演習で昭和天皇に軍状奏上する歩兵第三連隊長の永田鉄山大佐

1933年（昭和8年）6月、陸軍全幕僚会議が開催され、会議の大勢は「攻勢はとらぬが、軍を挙げて対ソ準備にあたる」というにあったが、参謀本部第二部長の永田一人が反対し、「ソ連に当たるには支那と協同しなくてはならぬ。それには一度支那を叩いて日本のいうことを何でもきくようにしなければならない。また対ソ準備は戦争はしない建前のもとに兵を訓練しろ」と言った。これに対し荒木貞夫陸軍大臣は「支那を叩くといってもこれは決して武力で片づくものではない。しかも支那と戦争すれば英米は黙っていないし必ず世界を敵とする大変な戦争になる」と反駁した。
対支戦争を考えていた永田は、対ソ戦準備論の小畑敏四郎と激しく対立し、これが皇道派と統制派の争いであった。
1934年（昭和9年）に陸軍省軍務局長となった。
同年8月、国府津に池田純久、田中清、その他数名の腹心を集めて会議を開き、永田が従来指導していた経済国策研究会を通じ、昭和神聖会に働きかけ、上奏請願に導き、国家改造に伴って戒厳令を布き、皇族内閣を組織するという計画を練った。
エーリヒ・ルーデンドルフの政治支配と総力戦計画に心酔し、同年10月、陸軍の主張を政治・経済の分野に浸透させ、完全な国防国家の建設を提唱する『国防の本義と其強化の提唱』という陸軍パンフレットを出版した。
社会民衆党の亀井貫一郎は、「永田の在世中、議会、政党、軍、政府の間で、合法あるいは非合法による近衛文麿擁立運動についての覚書が作成され、軍内の味方は反対クーデターを考えていた。だから右翼は右翼でクーデターを考えてもよい。どっちのクーデターが来ても近衛を押し出そうと、ここまで考えていたということが永田が殺された原因のひとつ」と語った。
すなわち永田、東条英機、富永恭次、武藤章、下山琢磨ら陸大閥（一夕会）の一部が、亀井、麻生久らを通じて近衛を担いで革新内閣を実現し、革新官僚と連絡をとって革新政策を実現しようとし、反対クーデターも手段として計画され、統制派の反対クーデターは『政治的非常事変勃発ニ処スル対策要綱』という具体案にまでなっていた。またそのために軍内反対派の皇道派を追放し、部内秩序を乱す青年将校を弾圧しようとした。
永田らは機密費を使って、真崎甚三郎悪玉説を流布し、岡田啓介総理大臣は真崎を軍から追放することを内閣の最高方針としたという。

### 相沢事件
1934年（昭和9年）11月に陸軍士官学校事件が起こる。村中孝次大尉、磯部浅一一等主計をはじめ青年将校らは、「これは、我々を陥れる辻政信大尉と片倉衷少佐による陰謀であり、永田が暗躍しており、真崎教育総監の失脚を目論む統制派の陰謀である」と主張した。
青年将校らの政治策動を封じるために、少なくとも真崎大将の教育総監は退いてもらわねばならないという議論が、武藤章中佐や池田純久中佐といった統制派を中心に起こり、「多少の波乱があっても、それを覚悟しても断行せねばなるまい。波乱といっても大したこともあるまい」という結論に達した。
そこで永田軍務局長は陸軍大臣の林銑十郎大将に真崎大将転補のことを相談すると、林陸軍大臣は真崎大将の転補を断行することを決意した。
1935年（昭和10年）7月15日の異動において真崎教育総監が更迭された事が、あたかも永田の暗躍ないし陰謀によるもので、統帥権の干犯であるかのように皇道派に喧伝された。
それを真に受けた歩兵第41連隊付の相沢三郎中佐は、同年7月19日に有末精三中佐の紹介により永田に面会し辞職を迫った。
同年8月12日、その相沢に陸軍省の軍務局長室にて軍刀で殺害された。51歳没。

### 死後
死亡時は陸軍少将であったが、後に陸軍中将に昇進。没後追贈で正四位勲一等に叙され瑞宝章を授与。墓所は東京都港区青山霊園附属立山墓地。
永田暗殺によって統制派と皇道派の派閥抗争は一層激化し、皇道派の青年将校たちは後に二・二六事件を起こすに至る。
その後、永田が筆頭であった統制派は、東條英機が継承した。やがて日中戦争・太平洋戦争（大東亜戦争）を主導するに至る。しかし石原莞爾らとは東條は対立し、石原は大戦でその采配を全く振ること無く予備役とされた。
企画院総裁だった鈴木貞一は戦後、「もし永田鉄山ありせば太平洋戦争は起きなかった」「永田が生きていれば東條が出てくることもなかっただろう」とも追想していた。

## 評価
統制派の頭領と目されていたこともあり、特に満洲事変以降の永田については、全く相異なる見解が存在している。
「統制派」の立場から見れば「濡れ衣で殺された犠牲者」、「皇道派」の立場から見れば「日本を戦争に追いやった昭和軍閥の元凶」といった具合に評価が分かれるのだが、近年では、永田の大陸政策や軍備政策など「戦争への道を食い止めようとした軍人」とする研究もある。
永田は1920年代中頃において、政党政治と共存していけるような陸軍組織改革を目指しており、満洲事変前から一貫して現地軍の統制に努力、永田の死が後の支那事変に至る一つのターニングポイントになった。また、青年時代より「陸軍を独走（暴走）させない」という信念と、「日本国民一人ひとりが日本の国防の責任を担うという自覚を持つ」（国防意識を高め、国民の理解を得る）という理想を持ち続けており、従来の単なる合理主義を重んじた有能な陸軍軍人という評価に留まらない、政治信念と理想に命をかけた軍人であるとも評されている。
他方、石原莞爾らが関東軍を使い起こした満洲事変を、永田を含めた一夕会は支持していた。永田が、関東軍の暴走を結果的に支持していたのは事実である。
だが、永田が満洲事変に賛同していたとするには疑問が残る。
事変の3か月前、永田は軍事課長として五課長会の幹事役を務め「満蒙問題解決方策の大綱」を作成・提出している。大綱では主に「関東軍の自制・国際世論を味方につける事」等が掲げられており、当面の紛争を回避する方針だった。
また事変時、板垣が「独立国家建設」（満洲国）案を提出した際、永田は外務省・海軍省と連携し「地方政権樹立」という対案を示し、性急な国家建設を行わない方針を荒木陸相に承諾させている。
また、永田は溥儀擁立にも反対しており、関東軍の板垣とは真っ向から対立していた事が分かる。
尤も、満洲国が建国されて以後は、永田がこれまで行ってきた「現地軍の抑制・独立国家建設阻止」等の努力も甲斐なく、腹をくくって満洲事変の現状を追認せざるを得なかった。世論が満洲国承認で一致し、建国によって満洲事変もこれ以上拡大しないだろうという観測もあり、永田は「満洲国育成」に舵を切る事となる。それでも永田は溥儀擁立については反対の立場であった。
永田は満州事変の前に関東軍に四五式二十四糎榴弾砲を送っており、石原大佐はこの砲を満洲事変の功労重砲と述べている。が、そもそもこの砲は永田が満洲を視察した際に関東軍の軍備が貧弱であったため、軍備を増強する目的で送ったものであり、満州事変用のために送ったものではない。
暗殺の直前1935年（昭和10年）8月4日、中国の非戦闘区内で日本人守備隊が攻撃され負傷する欒州事件が発生する。日中関係に緊張が走る中、永田は迅速に対応する。同月6日、関東軍に対しては軍中央との密接な連絡を指示して牽制する一方、事後処理を天津軍（支那駐屯軍）に当たらせる。更に、陸軍省は外務省と協議の上「対北支政策」を策定、「非戦闘区域から武力衝突の不安を取り除く」方針を発表する。その内容は「華北の各政権との親善」「華北地域との経済協力の推進」等を実践としてうたう。これらの対応により、永田は後の盧溝橋事件のような事件拡大を阻止し、又、関東軍独走への対処方法の道筋も付ける。この時、永田は対支那一撃論を主張した。

## 逸話
- ある日、陸軍大学校時代の教え子が永田局長を訪ねた時、永田は五・一五事件について教え子に尋ね、その教え子が犯人達を非難すると、永田も同意し、話せば分かると犯人に説いた犬養毅首相を古今の名将にもまさる床しさを感じると称賛し、十月事件以降の軍内の一部の不穏な動きを言語道断であると話していたが、その後まもなく、永田も犬養と同じ運命を辿ることとなった[16]。

- 陸軍大学校の試験の間際、優秀な永田は一人で悠々と科目外の中国語をやっており、それを見た同期の小畑が、「俺たちが惨めすぎるから、せめて勉強のマネでもしてくれないか」と永田に懇願したという[17]。

## 軍歴
- 1904年（明治37年）
  - 10月 - 陸軍士官学校卒業（16期首席）
  - 11月1日 - 陸軍歩兵少尉に任官[18]。歩兵第3連隊補充大隊附
- 1906年（明治39年）1月 - 歩兵第58連隊附
- 1907年（明治40年）12月 - 陸軍歩兵中尉に進級
- 1911年（明治44年）11月 - 陸軍大学校卒業（23期）
- 1912年（明治45年）5月 - 教育総監附勤務（第1課）
- 1913年（大正2年）
  - 8月 - 陸軍歩兵大尉に進級
  - 10月 - ドイツ駐在（1914年〈大正3年〉8月まで）
- 1915年（大正4年）
  - 3月 - 俘虜情報局御用掛
  - 6月 - デンマーク駐在
  - 11月 - スウェーデン駐在（1917年〈大正6年〉9月まで）
- 1917年（大正6年）11月 - 臨時軍事調査委員
- 1919年（大正8年）4月 - 陸軍歩兵少佐に進級
- 1921年（大正10年）6月 - スイス公使館附武官
- 1923年（大正12年）
  - 2月 - 参謀本部附
  - 3月 - 教育総監部課員
  - 8月 - 陸軍歩兵中佐に進級
  - 10月 - 陸軍大学校教官（兼任）
- 1924年（大正13年）
  - 8月 - 歩兵第50連隊附
  - 12月 - 陸軍技術本部附、軍事課高級課員、陸軍大学校教官（兼任）
- 1925年（大正14年）6月 - 国本社評議員嘱託
- 1926年（大正15年）
  - 3月23日 - 陸軍兵器本廠附（作戦資材整備会議幹事）
  - 10月1日 - 整備局動員課長
- 1927年（昭和2年）3月5日 - 陸軍歩兵大佐に進級
- 1928年（昭和3年）3月8日 - 歩兵第3連隊長
- 1930年（昭和5年）8月1日 - 陸軍省軍務局軍事課長
- 1932年（昭和7年）4月11日 - 陸軍少将に進級。参謀本部第2部長
- 1933年（昭和8年）8月1日 - 歩兵第1旅団長
- 1934年（昭和9年）3月5日 - 陸軍省軍務局長
- 1935年（昭和10年）8月12日 - 相沢三郎中佐に刺殺される。殉職により同日付で中将に進級

## 栄典
位階
- 1904年（明治37年）12月8日 - 正八位[19]
- 1918年（大正7年）7月10日 - 従六位[20]
- 1923年（大正12年）8月6日 - 正六位[21]

勲章等
- 1921年（大正10年）7月1日 - 第一回国勢調査記念章[22]
- 1934年（昭和9年）2月7日 - 勲二等瑞宝章[23]

## 家族・親族
- 父・志解理
守矢家から、永田家の養子に入る。父・叢庵（そうあん）は漢方医。34歳から西洋医学を学び、44歳の時自宅に私立永田病院を開業。更に、地元・上諏訪村の鷲湖（しゅうこ）病院の二代目院長に就任。1880年（明治13年）4月には、鷲湖病院をもとに組合立高島病院（現・諏訪赤十字病院）が設立され、初代院長に就任。諏訪医療近代化の先導者となった。また、高島病院は「衆庶救済」を趣旨とし、往診に車代をとらず、診察料すらとらなかった。志解理は1886年（明治19年）までに、無料種痘を7000人以上に施し、その業績を称えられ明治天皇から木杯を下賜された[10]。

## 伝記
- 志道保亮『鉄山永田中将』川流堂小林又七本店 昭和13年
- 永田鉄山刊行会編『秘録 永田鉄山』芙蓉書房 昭和47年
- 川田稔『浜口雄幸と永田鉄山』講談社選書メチエ 平成21年
- 森靖夫『永田鉄山 - 平和維持は軍人の最大責務なり』ミネルヴァ書房〈日本評伝選〉 平成23年
- 川田稔『昭和陸軍の軌跡 - 永田鉄山の構想とその分岐』中公新書 平成23年
- 早坂隆『永田鉄山　昭和陸軍「運命の男」』文春新書 平成27年
- 川田稔『永田鉄山軍事戦略論集』講談社選書メチエ 平成29年
- 岩井秀一郎『永田鉄山と昭和陸軍』祥伝社新書 令和元年

## 関連作品
映画
- 『叛乱』1954年、演：野村清二郎
- 『重臣と青年将校 陸海軍流血史』1958年、演：山口多賀志
- 『貴族の階段』1959年、演：伊東光一
- 『銃殺』1964年、演：菅沼正（劇中の永井運務局長のモデル）
- 『戦争と人間 第二部 愛と悲しみの山河』1973年、演：鴨田喜由
- 『動乱』1980年、演：天津敏（劇中の水沼鉄太郎少将のモデル）

テレビドラマ
- 『落日燃ゆ』2009年、演：笹木俊志

マンガ
- 本宮ひろ志『国が燃える』2002-2005年
- 三田紀房『アルキメデスの大戦』2015年-